# Cynoscion praedatorius
Cynoscion praedatorius és una espècie de peix de la família dels esciènids i de l'ordre dels perciformes.

## Morfologia
- Els mascles poden assolir 110 cm de longitud total.[3][4]

## Hàbitat
És un peix marí, de clima tropical i bentopelàgic.

## Distribució geogràfica
Es troba al Pacífic oriental central: Costa Rica i Panamà.

## Observacions
És inofensiu per als humans.